# Acer arietimum
Acer arietimum é uma espécie de árvore do gênero Acer, pertencente à família Aceraceae.